# Geordie
Geordie — британская рок-группа, образовавшаяся в начале 1970-х годов в Ньюкасле, Англия, и исполнявшая хард-рок с элементами глэма и блюз-рока. 
В 1972—1973 годах четыре сингла группы входили в UK Singles Chart; второй из них, «All because of you», поднялся до № 6. 
Вскоре после распада «Geordie» вокалист Брайан Джонсон заменил Бона Скотта в качестве фронтмена группы AC/DC. 
Лучшие времена группы пришлись на середину 1970-х годов, и хотя её вспоминают главным образом благодаря тому, что в её рядах начинал своё восхождение к славе вокалист AC/DC Брайан Джонсон, однако некогда она изрядно нашумела и сама по себе: «Geordie» — одна из немногих выдающихся рок-групп 1970-х годов, которая за столь короткий период своей творческой деятельности создала несколько шедевров мировой рок-музыки, достойных внимания. 
В 1983 году участники «Geordie» воссоединились (без Джонсона), выпустили альбом No Sweat, а после ухода Вика Малкольма переименовались в Powerhouse, выпустив также лишь один альбом.

## История
«Geordie» собрались вместе в 1970 году в городе на севере Англии, Ньюкасле. Основатель группы, гитарист и певец Вик Малколм (Vic Malcolm, p. 3 декабря 1946), с помощью самоучителя освоив несколько основных аккордов, начал играть на гитаре в школьной команде, а после получения аттестата зрелости сменил несколько занятий, прежде чем окончательно остановился на музыке. В конце 1960-х годов он принимал участие в местной группе «Influence», а потом — вместе с будущей поп-звездой Джоном Майлзом — в «Smokestack».
В 1970 году их пути разошлись: Майлз организовал свой «Set», а Малколм — под впечатлением от успеха «Mungo Jerry», которые в мае 1970 года, выступая на Hollywood Festival в окрестностях Ньюкасла, сорвали шквал аплодисментов, буквально сметя со сцены тогда уже знаменитых «Grateful Dead», «Family» и «Traffic» — создал группу «USA» (неожиданный выбор имени был продиктован намерением играть кантри). В состав «USA» вошли также два участника ещё одной местной группы «Buffalo» — Брайан Джонсон (Brian Johnson, p. 5 октября 1947; вокал) и Том Хилл (Tom Hill, p. 11 апреля 1950; бас), а также (по рекомендации последнего) барабанщик Брайан Гибсон (Brian Gibson, p. 6 марта 1951). Они играли живой и мелодичный бит, много рок-н-ролла, а также хиты времен «британского вторжения», славились безотказностью и высоким по тем временам профессионализмом, а потому редко сидели без работы. 
«Помимо нас, — вспоминал позднее Малколм, — в округе было всего три или четыре группы, которые выступали достаточно регулярно. Причём некоторые из них существовали многие годы, что позволяло нам верить в неминуемый успех».
В марте 1972 года, воодушевлённые горячим приемом у публики северных графств, «USA» отправились в Лондон, где едва ли не в первый день познакомились с продюсерским дуэтом Эллиса Элиаса и Роберто Даново, которые предложили им контракт со своей фирмой «Red Bus Records Production», переименовали в Geordie (от общеизвестного в Британии прозвища уроженцев Тайнсайда), а три месяца спустя опубликовали на «Regal Zonophone» дебютный сингл группы «Don’t do that», который остановился на пороге Топ-50, но тем не менее имел резонанс в прессе, был популярен на радио и помог Элиасу и Даново пристроить своих клиентов на EMI. В том же году Geordie совершили турне по Британии, разогревая залы для своих кумиров «Mungo Jerry».
Если дебютный альбом группы Hope you like it, вышедший в начале 1973 года, ещё сохранял отзвуки беззаботной музыки «USA», то в дальнейшем звучание Geordie приобрело более жёсткий характер: они играли быстрый, тяжёлый и довольно мелодичный рок-н-ролл, временами напоминая ранних «Slade». 
Весной 1973 года они добились убедительного успеха в Европе с синглом «Ain’t it just like a woman», а в апреле того же года прорвались на 6-ю строчку британских чартов с песней All because of you, открыв счёт серии своих немногочисленных, но эффектных побед: Can you do it в июне и Electric lady в сентябре занимали места в Топ-20; Black cat woman в начале 1974 стала хитом в ФРГ и ряде других европейских стран.
Второй альбом Geordie «Don’t be fooled by the name» (1974) стал как наиболее интересной, так и самой удачной работой группы: «Melody Maker» отметил их «невероятный драйв», а NME признал, что «Малколм пишет отличные песни, а Джонсон блистательно исполняет их». Одним из наиболее интересных номеров пластинки стала хард-роковая версия стандарта «The House of the Rising Sun» (позднее, в том же году, она была издана на сингле и достигла Топ-20). Как ни странно, это было последнее попадание Geordie в списки популярности Британии или Западной Европы.
Весь 1975 год группа непрерывно колесила по Британии и Европе, эксплуатируя свой неожиданный успех. Единственный появившийся в том же году сингл «Wizard» прошёл незамеченным.
Неудача постигла и изданный в начале 1976 года концептуальный альбом Save the world — их довольно неуклюжую попытку застолбить участок на территории арт-рока. Звезда Geordie закатилась так же быстро, как и взошла. 
Решив, что во всём виноваты партнеры по группе, летом 1976 года Джонсон ушёл из «Geordie» и подписал персональный контракт с MCA Records. Записанный с новыми партнерами и вышедший в том же году альбом «Brian Johnson & Geordie» включал переработки старых хитов группы, но успеха не вернул. Под Новый год вышел второй и последний сольный альбом Джонсона «Strange man», но и он был встречен слушателями без особого энтузиазма. Джонсон вернулся в Ньюкасл, где, забыв думать о роке, трудился техником на автозаправочной станции до тех пор, пока кто-то из окружения AC/DC (некий неизвестный фанат) не упомянул о нём, пытаясь найти замену погибшему Бону Скотту. В апреле 1980 года Джонсон был официально объявлен новым вокалистом группы.
Между тем, группа «Geordie» продолжала существование, время от времени собираясь для разовых выступлений в клубах Ньюкасла и его окрестностей, по-прежнему исполняя набор своих хитов. Осенью 1976 года место у микрофона недолго занимал бывший певец-басист местной джаз-рок-группы «Last exit» Гордон Самнер, позднее добившийся известности как Стинг в составе «The Police». После его ухода петь пришлось Малколму, а ряды «Geordie» усилил второй гитарист Энди Тэйлор (Andy Taylor), однако приход новой волны лишил их последних заработков.
В 1978 году вышел альбом «No Good Woman». 

В 1979 году забытые всеми «Geordie» распались. Тэйлор в том же году появился в составе «Duran Duran»; остальные бросили музыку. 
Новый всплеск интереса к музыке группы начался в 1981 году, после первых же успехов Джонсона в составе AC/DC. Red Bus выбросили на рынок компиляцию «Geordie featuring Brian Johnson».
Его популярность побудила Малколма, Хилла и Гибсона в конце 1982 года возродить имя группы Geordie. Двумя новыми членами группы стали певец Роб Тербулл (Rob Turbull) и гитарист Дэвид Стивенсон (David Stephenson), однако изданный в 1983 году инди-фирмой Neat альбом их нового материала No sweat провалился, и «Geordie» распались вторично. 

В середине 1980-х годов Малколм, Гибсон и Тербулл снова объединились — на этот раз под именем Powerhouse из-за скорого же ухода Малколма, но и эта попытка имела лишь символический успех. 
В 2001 году Джонсон возродил «Geordie» для небольшого турне по Великобритании в составе 1978 года: басист Дэйв Робсон (Dave Robson), гитарист Дек Рутхэм (Dek Rootham) и ударник Дэйв Уитакер (Dave Whitaker).
В 2016 году альбом Don’t Be Fooled by the Name был переиздан российской фирмой «МируМир» совместно с Gold Note Records на виниле с полным аналоговым мастерингом.

## Дискография

### Студийные альбомы
- 1973 — Hope You Like It[англ.] (Red Bus)
- 1974 — Don't Be Fooled by the Name[англ.] (Red Bus)
- 1976 — Save the World[англ.] (Red Bus)
- 1978 — No Good Woman[англ.] (Red Bus — Landmark)

- 1983 — No Sweat[англ.] (Neat records)

### Сборники
- Geordie (Masters of Rock) (1974; EMI)
- Geordie featuring Brian Johnson (1980; Red Bus)
- Strange Man (1982; Red Bus)
- Keep on Rocking (1989, Anchor)
- Rocking With the Boys (1992, Австралия, Raven)
- A Band from Geordieland (1996, Repertoire)
- The Very Best of Geordie (1997, Arcade)
- The Best of Geordie (1998, Platinum)
- Can You Do It? (1999, Delta)
- The Singles Collection (2001, 7T’s records)
- Can You Do It (2003, Pickwick)
- Unreleased Tapes (2005, 12 редких треков; OVC Media — Russia)

### Синглы (EMI)
- «Don’t Do That» b/w «Francis Was A Rocker» (EMI, 1972) — UK № 32
- «All Because Of You» b/w «Ain’t It Just Like A Woman» (EMI, 1973) — UK № 6
- «Can You Do It» b/w «Red Eyed Lady» (EMI, 1973) — UK № 13
- «Electric Lady» b/w «Geordie Stomp» (EMI, 1973) — UK № 32
- «Black Cat Woman» b/w «Geordie’s Lost His Liggie» (EMI, 1973)
- «She’s A Teaser» b/w «We’re All Right Now» (EMI, 1974)
- «Ride On Baby» b/w «Got To Know» (EMI, 1974)
- «Goodbye Love» b/w «She’s A Lady» (EMI, 1975)

## Состав
Основной состав:
- Brian Johnson — вокал, 1971-76, 1979-03/80
- Vic Malcolm — гитара, 1971-12/74, 1982—1985
- Tom Hill — бас, 1971-03/77, 1982—1985
- Brian Gibson — ударные, 1971-03/77, 1982—1985

Другие участники:
- Mick Bennison (гитара, 01/1975-03/77),
- Derek Rootham (гитара, 1978—1979),
- Dave Robson (бас, 1978—1979),
- Dave Whittaker (ударные, 1978—1979),
- Rob Turnball (вокал, 1982—1985),
- David Stephenson (гитара, 1982—1985).